# Ainārs Šlesers

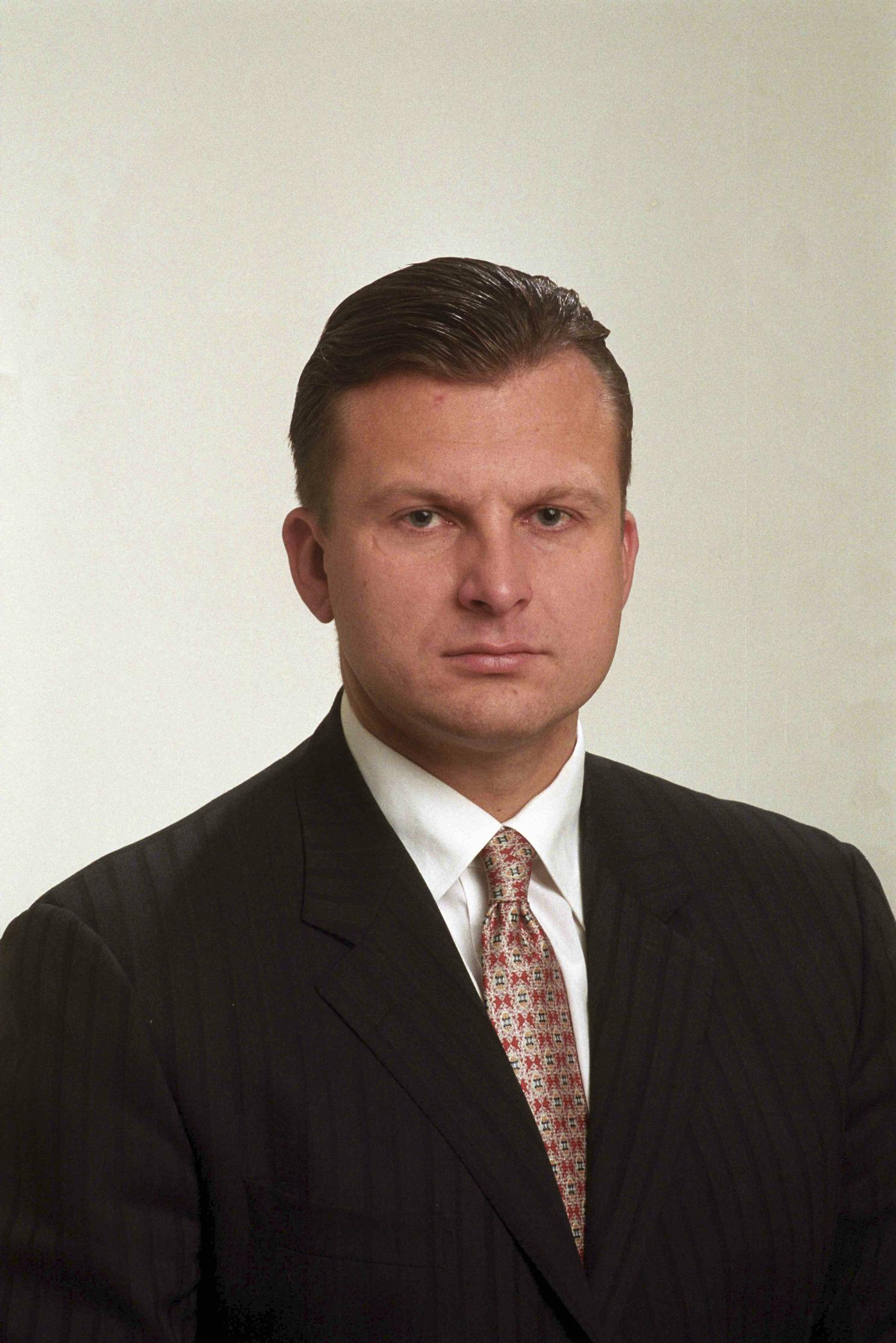
Portrait de Ainārs Šlesers, en 2010.

 Ainārs Šlesers  (né le 22 janvier 1970 à Riga) est un homme politique letton, fondateur et président du Premier Parti de Lettonie/Voie lettonne (LPP/LC), et député au Saeima (Parlement). Il a été ministre des Affaires économiques entre 1998 et 1999, vice-Premier ministre entre 2002 et 2004, et ministre des Transports de 2004 à 2009.
En 2002, il participe à la création du Premier Parti de Lettonie (LPP), dont il devient coprésident pendant trois ans, puis seul président jusqu'à sa dissolution en 2007.